# Малий Вердер
Першотравне́ве (Кляйн-Вердер, Катеринопіль, Малий Вердер, німецька колонія № 23) — село в Україні, у Розівській селищній громаді Пологівського району Запорізької області. Населення становить 263 осіб.

## Географія
Село Першотравневе розташоване за 190 км від обласного центру, 76 км від районного центру та 5 км від адміністративного центру селищної громади, біля одного з витоків річки Каратиш, примикає до села Зоряне. Поруч пролягає залізниця, станція Розівка (за 3 км). Землі села межують із Маріупольським районом Донецької області.

## Історія
Лютеранське село, німецька колонія № 23 Кляйн-Вердер (Малий Вердер), засноване 1842 року над байраком Бесташ, правою притокою Каратиша. Засновники — 26 родин із Біловезької колонії Кляйн-Вердер тощо. Відносилося до лютеранської парафії Ґрос-Вердер, яка станом на 1857 рік налічувала 1110 десятин земель, 18 подвір'їв та 10 безземельних сімей.
За даними 1859 року у Кляйн-Вердері вже налічувалось 19 подвір'їв, 419 мешканців.
5 квітня 2018 року, в ході децентралізації, Розівська селищна рада об'єднана з Розівською селищною громадою та затверджена відповідно з розпорядженням Кабінету Міністрів України від 12 червня 2020 року № 713-р «Про визначення адміністративних центрів та затвердження територій територіальних громад.
19 липня 2020 року, в результаті адміністративно-територіальної реформи та ліквідації Розівського району, село увійшло до складу новоутвореного Пологівського району.
24 лютого 2022 року, під час російського вторгнення в Україну, село тимчасово окуповане російськими загарбниками.
22 червня 2023 року рішенням Національної комісії зі стандартів державної мови віднесено до списку населених пунктів, які «можуть не відповідати лексичним нормам української мови», зокрема стосуватися «російської імперської чи колоніальної політики». Громаді рекомендовано обґрунтувати доцільність збереження поточної назви або запропонувати нову назву в установленому законодавством порядку.
10 квітня 2024 року Комітет Верховної Ради України з питань організації державної влади, місцевого самоврядування, регіонального розвитку та містобудування підтримав повернення історичної назви Малий Вердер.
18 вересня 2024 року постановою № 12043 Верховної Ради України село Першотравневе  перейменоване на село Малий Вердер.

## Населення
| Рік  | Кількість мешканців |
| ---- | ------------------- |
| 1859 | 419                 |
| 1885 | 610                 |
| 1897 | 328                 |
| 1905 | 226                 |
| 1908 | 241                 |
| 1918 | 312                 |
| 1922 | 261                 |